# Hürtgenský les

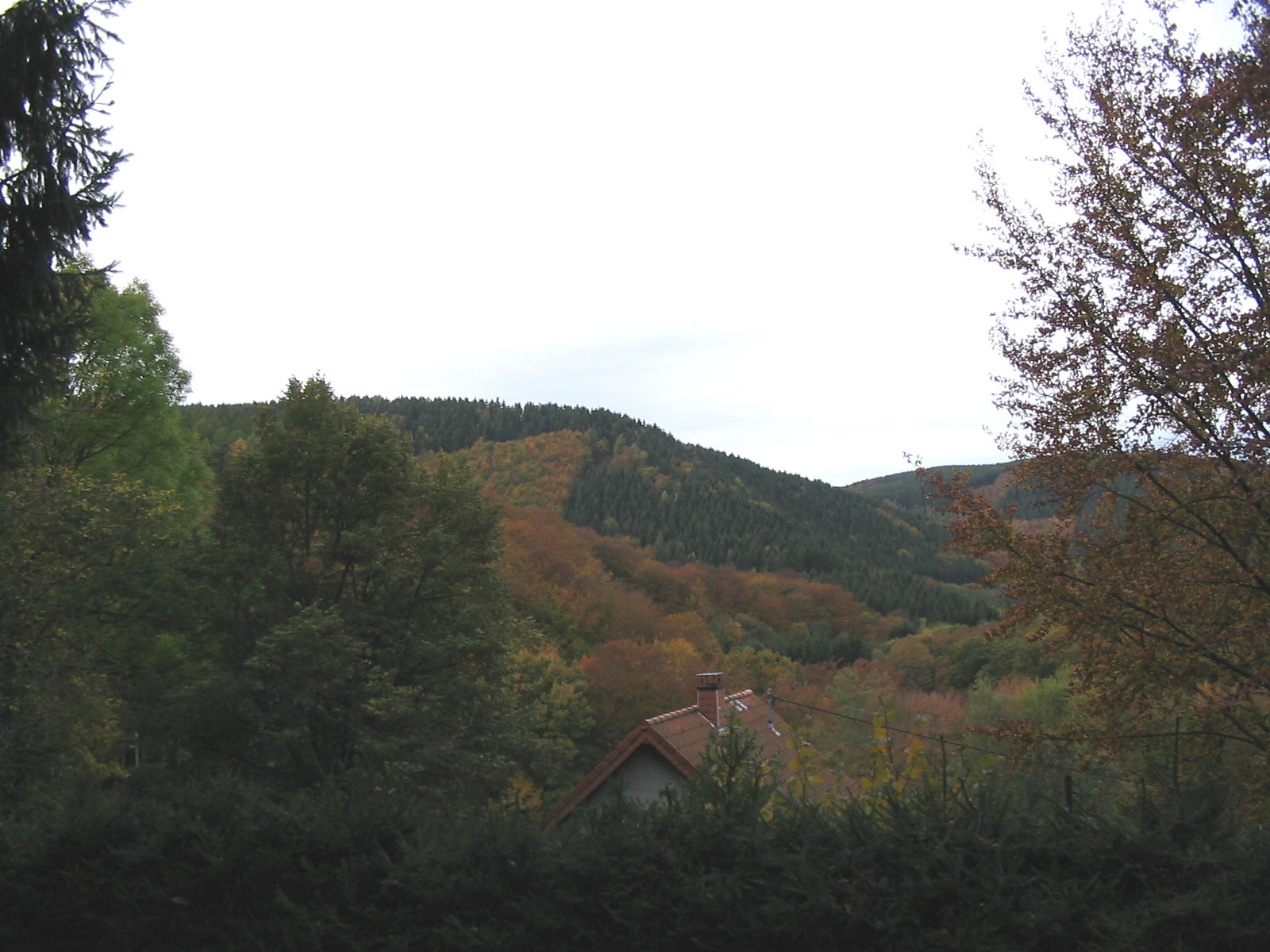
Pohled na západ přes údolí Kall

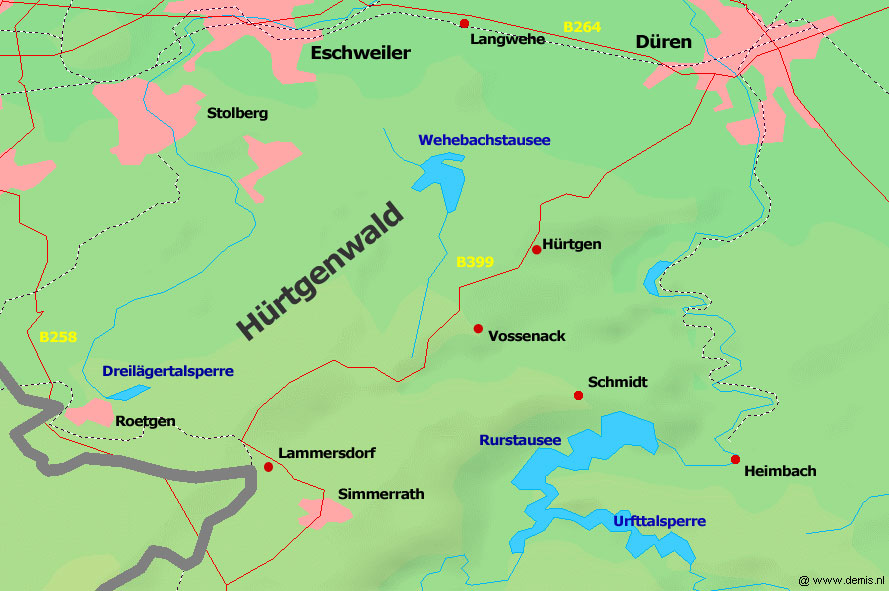
Huertgenský les na mapě (Hürtgenwald)

Hürtgenský les (také: Huertgenský les; německy Hürtgenwald) se rozkládá podél německo-belgické hranice, v jihovýchodním koutě spolkové země Severní Porýní-Vestfálsko. Oblast o rozloze zhruba 130 km² leží uvnitř trojúhelníku vytyčeném německými městy Cáchy, Monschau a Düren. Podél východního okraje lesa protéká řeka Rour.
Hürtgenský les leží na severním okraji pohoří Eifel. Široká náhorní plošina je zvrásněna hluboce zaříznutými údolími. Na rozdíl od jiných oblastí Německa, ve kterých jsou údolí obdělávána a kopce zůstávají zalesněné, v Hürtgenském lese jsou hluboká údolí hustě zalesněna a náhorní plošina zemědělsky využívána. Terén lesa ostře kontrastuje s přilehlým údolím Rýna. Cest je málo, klikatí se a jsou úzké.
V členitém terénu této oblasti se odehrála vleklá a krvavá bitva druhé světové války. Ve velmi chladném počasí se boje táhly od 19. září 1944 do 10. února 1945. Na cestě, která stoupá z údolí řeky Kall do města Schmidt, je stále zřetelná stopa vypálená do silnice v místě, kde bylo zasaženo americké obrněné vozidlo a shořelo.

## Kulturní odkazy
O bitvě v Hürtgenském lese pojednává film HBO z roku 1998 Když utichly trumpety.